# Raport Macierewicza
Raport Macierewicza – potoczna nazwa przygotowanego pod kierunkiem likwidatora WSI Antoniego Macierewicza opracowania odnoszącego się do działalności wojskowych służb specjalnych PRL i III RP.

## Pełna nazwa

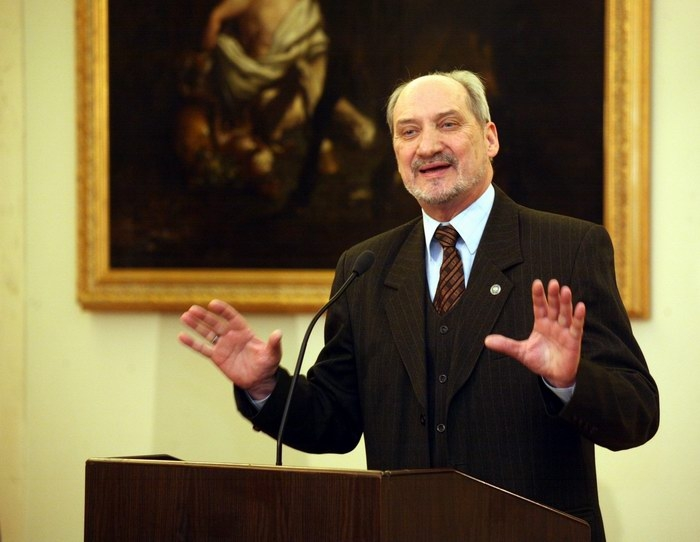
Antoni Macierewicz

Raport o działaniach żołnierzy i pracowników WSI oraz wojskowych jednostek organizacyjnych realizujących zadania w zakresie wywiadu i kontrwywiadu wojskowego przed wejściem w życie ustawy z dnia 9 lipca 2003 r. o Wojskowych Służbach Informacyjnych w zakresie określonym w art. 67. ust. 1 pkt 1 – 10 ustawy z dnia 9 czerwca 2006 r. „Przepisy wprowadzające ustawę o Służbie Kontrwywiadu Wojskowego oraz Służbie Wywiadu Wojskowego oraz ustawę o służbie funkcjonariuszy Służby Kontrwywiadu Wojskowego oraz Służby Wywiadu Wojskowego” oraz o innych działaniach wykraczających poza sprawy obronności państwa i bezpieczeństwa Sił Zbrojnych Rzeczypospolitej Polskiej
W języku potocznym oraz przekazach medialnych, raport znany jest również jako tzw. raport z likwidacji WSI, raport o WSI lub druga lista Macierewicza.

## Przebieg wydarzeń
Zgodnie z ustawą z dnia 9 czerwca 2006 r., którą przegłosował Sejm RP (głosami PiS i PO i in.), 12 lutego 2007 r. Antoni Macierewicz przekazał tekst raportu na ręce prezydenta RP Lecha Kaczyńskiego. Po przeprowadzeniu konsultacji z premierem oraz marszałkami Sejmu i Senatu 16 lutego 2007 prezydent, zobligowany ww. ustawą, zlecił publikację raportu w Monitorze Polskim nr 11 w dniu 16 lutego 2007.

## Zawartość raportu
Raport ma 374 strony, jest podzielony na dwanaście rozdziałów oraz obszerne aneksy. Raport został sporządzony na podstawie analizy dokumentów przekazanych przez WSI zespołowi likwidatorów oraz zeznań funkcjonariuszy WSI. W raporcie wykorzystano także wcześniejsze opracowania, takie jak „raport Okrzesika”, opisujący m.in. rzekome sfilmowanie i przekazanie akt WSI do Moskwy w 1989 roku. Kolejne rozdziały opisują:
1. Wstęp – opisuje ramy prawne działania wojskowych służb specjalnych w Polsce, z których ma wynikać m.in. bezprawność niektórych działań opisanych w dalszych rozdziałach; opisuje genezę raportu oraz procedury, które doprowadziły do jego powstania; opisuje proceder niszczenia oraz ukrywania akt przez dowództwo WSI, w tym także rzekome przekazanie ich sfilmowanych kopii rosyjskiemu GRU przez gen. Bułę w 1989 roku – w wyniku prac komisji odkryto ponad 1000 akt, które zgodnie z prawem WSI miało obowiązek przekazać IPN, jednak tego nie zrobiło.
2. Potencjał służb – mapa problemu – opisuje struktury oraz agenturę WSI, obejmującą ponad 10 tys. współpracowników w kraju i za granicą, z czego ponad 2,5 tys. agentów tych służb ulokowanych w różnych instytucjach i przedsiębiorstwach państwowych (stan na 1991 rok); opisuje źródła nielegalnego finansowania WSI (przemyt sprzętu elektronicznego, przejmowanie majątków zmarłych Polaków za granicą, sprzedaż broni terrorystom arabskim oraz afera FOZZ); opisuje utworzenie w 1983 Oddziału „Y”, który miał się zajmować rozbudową struktur nielegalnego finansowania służb
3. Finanse WSI – kontynuuje analizę nielegalnego finansowania operacji WSI, w tym także Oddziału „Y”, przez szereg powiązanych ze sobą przedsiębiorstw założonych poza granicami Polski; opisuje wyprowadzenie z Polski 1,5 mln USD w 1993 przez konta założone przez WSI w trzech szwajcarskich bankach, która to suma miała nigdy nie zostać rozliczona ani zwrócona.
4. Penetracja rosyjska: zagrożenia dla wewnętrznego i zewnętrznego bezpieczeństwa państwa – opisuje strukturę kadrową WSI, która składała się w większości z osób przeszkolonych w latach 70. XX w. w radzieckich akademiach KGB i GRU oraz politykę zatrudnienia, która uzależniała awans na stanowiska kierownicze od odbycia odpowiednich szkoleń w służbach radzieckich; zwraca uwagę na sprzeczność opisywanych liczb i faktów z deklaracjami późniejszych ministrów obrony – Onyszkiewicza i Komorowskiego – którzy twierdzili, że polskie służby zachowywały dużą niezależność od GRU; opisuje agenturę radziecką, a następnie rosyjską w Wojsku Polskim oraz zaniechania kontrwywiadowcze ze strony WSI w stosunku do kierunku wschodniego – tolerowanie szpiegostwa, działań agenturalnych spółek polsko-rosyjskich oraz libacji z udziałem znanych agentów KGB; opisuje szczegóły operacji GWIAZDA, stanowiącej pozorną weryfikację agentury radzieckiej w polskich służbach co zaowocowało m.in. nieskrępowaną działalnością ppłk Czesława Wojtkuna, który został następnie w latach 90. skazany za szpiegostwo na rzecz KGB, ale w wyniku działań UOP, a nie WSI, a także działalnością płk Mariana Kastelika; 12 kwietnia 2007 Antoni Macierewicz przekazał sejmowej komisji ds. służb specjalnych dodatkowe materiały z archiwów WSI dokumentujące współpracę ze służbami rosyjskimi w latach 80. – m.in. comiesięczne raporty składane przez polskie służby Rosjanom[2]
5. Wykorzystywanie przez WSI aparatu Służby Bezpieczeństwa – opisujący współpracę WSI z byłymi funkcjonariuszami Służby Bezpieczeństwa (m.in. nielegalny handel bronią z krajami byłej Jugosławii w latach 90., rozbudowę sieci agencji towarzyskich i firm ochroniarskich, a także wykorzystywanie ich do zbierania kompromitujących informacji pozwalających na późniejsze szantażowanie przedstawicieli biznesu czy środowiska prawniczego);
6. Inwigilacja przez WSI środowisk politycznych – opisuje działania WSI mające na celu rozbijanie partii politycznych pozostających w latach 90. w opozycji do ugrupowań postkomunistycznych; opisuje m.in. działania prowadzone przez Grzegorza Żemka i Zenona Klameckiego, które trwały do 2001 roku, gdy Telewizja Polska wyemitowała zainspirowany przez WSI film „Dramat w trzech aktach”; opisuje niezgodną z prawem inwigilację partii politycznych, organizacji społecznych, mediów; opisuje szczegóły operacji „SZPAK” mającej na celu dyskredytację Radosława Sikorskiego przez inspirowane artykuły prasowe; opisuje szczegóły operacji „PACZKA” realizowanej za pośrednictwem fundacji „Pro Civili” oraz innych operacji mających na celu inwigilację i dyskredytowanie osób krytykujących nasycenie agenturą rosyjską polskich służb państwowych oraz „wrogich wobec Rosji”; opisuje inne operacje takie jak rozpracowanie Bronisława Komorowskiego, „obiad drawski”, współpracę z tygodnikiem „NIE”; rozdział opisuje też inwigilację niektórych polityków lewicy, która według autorów raportu wskazuje na specyficzną konkurencję między środowiskami postkomunistycznymi skupionymi wobec WSI i UOP („wojna alkoholowa”)
7. Wpływ WSI na kształtowanie opinii publicznej – opisuje wpływ WSI na media krajowe, wymieniając m.in. nazwiska 58 agentów i tajnych współpracowników, np. Janusz Brodniewicz („BURSKI”) w kierownictwie TVP; opisuje planowane przejęcie kontroli nad krajowym rynkiem dekoderów dla stacji lokalnych co umożliwiłoby faktyczne kontrolowanie stacji regionalnych i lokowanie w nich agentury np. w postaci personelu zajmującego się serwisowaniem sprzętu; opisuje wpływ WSI na dziennikarzy promujących określone rozwiązania w przetargach na sprzęt wojskowy i szeregu innych spraw[3][4][5].
8. Nielegalny handel bronią – opisuje stworzenie na przełomie lat 80. i 90. struktur umożliwiających nieskrępowany, nielegalny handel bronią oraz późniejszy zakres tego handlu – m.in. sprzedaż broni jemeńskiemu terroryście Al-Kassarowi, załatwianie za łapówki pozwoleń na sprzedaż broni czy przemyt broni dla grup mafijnych (np. do Estonii w 1994 roku); WSI było również zaangażowane w pranie brudnych pieniędzy pochodzących z handlu bronią i narkotykami we współpracy z włoskimi grupami mafijnymi
9. Nieprawidłowości związane z osłoną przetargu na Kołowy Transporter Opancerzony – opisującą m.in. znajdujących się w posiadaniu WSI informacji o problemach technicznych transportera fińskiej firmy „PATRIA” oraz wpływanie na komisję przetargową w celu wybrania tej właśnie oferty
10. Ingerencja WSI na rynku paliwowo-energetycznym – opisująca udział WSI w licznych aferach związanych z fałszowaniem paliwa lub oszustwami akcyzowymi, do których wykorzystywano m.in. wojskową infrastrukturę techniczną (bazy paliwowe, rurociągi), wprowadzanie agentów WSI do spółek petrochemicznych („ORLEN”); opisuje zaniechania WSI wobec realnych planów wrogiego przejęcia polskiego przemysłu petrochemicznego przez spółki rosyjskie i wreszcie udział WSI w tzw. „mafii paliwowej”.
11. Działalność oficerów WSI w Wojskowej Akademii Technicznej – opisująca fałszowanie dokumentacji finansowej, wyłudzenia kredytów, pranie pieniędzy oraz inne działania przestępcze, które naraziły budżet państwa na straty.
12. Inne nieprawidłowości w funkcjonowaniu WSI – opisuje nieprawidłowości kadrowe, fikcyjne procedury sprawdzające przy zatrudnianiu pracowników, tolerowanie libacji i picia alkoholu w miejscu pracy, defraudację funduszy operacyjnych, wykorzystywanie lokali służbowych w celach prywatnych, budowę obiektów rekreacyjnych z góry przeznaczonych do użytku pozasłużbowego oraz ustawianie przetargów;
13. Operacja ZEN
14. Aneksy w liczbie 24 – obejmujące łącznie ponad połowę objętości raportu i zawierające m.in. szczegóły nadużyć opisanych w części analitycznej (fragmenty raportów, notatki, tezy), ale także listy osób, które w taki czy inny sposób miały być powiązanie z WSI (np. Aneks nr 16: Zidentyfikowane osoby współpracujące niejawnie z żołnierzami WSI w zakresie działań wykraczających poza sprawy obronności państwa i bezpieczeństwa Sił Zbrojnych RP).

## Skutki prawne raportu
Komisja Weryfikacyjna skierowała do Prokuratury doniesienia o popełnieniu przestępstwa w następujących sprawach:
- w sprawie penetracji rosyjskiej Wojskowych Służb Informacyjnych i zaniechania podjęcia stosowanych działań zmierzających do neutralizacji zagrożenia;
- w sprawie przekroczenia uprawnień oraz przejęcia majątku państwowego w celu nielegalnego zdobycia środków na finansowanie służb specjalnych;
- w sprawie nielegalnego handlu bronią, a także ukrywania dokumentów;
- w sprawie działania na szkodę Skarbu Państwa oraz bezpieczeństwa państwa poprzez uprzywilejowanie firmy Siltec w przetargach organizowanych dla WP;
- w sprawie stworzenia rezydentury, której funkcjonariusze podejmowali nielegalne działania przy współudziale byłych, niezweryfikowanych pracowników Służby Bezpieczeństwa;
- w sprawie nieprawidłowości związanych z gospodarowaniem funduszem operacyjnym w krakowskim oddziale WSI oraz przywłaszczania lokali operacyjnych;
- w sprawie wprowadzenia w błąd polskich organów państwowych przez udzielanie fałszywych wiadomości mających istotne znaczenie dla Rzeczypospolitej Polskiej oraz niedopełnienia obowiązków;
- w sprawie nieprawidłowości związanych z przetargiem na Kołowy Transporter Opancerzony;
- w sprawie nielegalnej inwigilacji partii politycznych;
- w sprawie prowadzenia działalności szpiegowskiej przeciwko interesom obronności Rzeczypospolitej Polskiej i jej Siłom Zbrojnym;
- w sprawie ujawniania w zamian za korzyści majątkowe poufnych informacji przez pracowników polskich ministerstw oraz nie przekazania przez WSI informacji o zagrożeniu energetycznym państwa właściwym organom;
- w sprawie ujawnienia tajemnicy państwowej oraz stosowania bezprawnych gróźb.

## Oceny raportu i następstwa
Urzędujący w czasie publikacji raportu, prezydent RP Lech Kaczyński, stwierdził, że „likwidując WSI, Antoni Macierewicz wykonał wielkie zadanie”.
Część polskich polityków skomentowała raport jako „nieinteresujący” lub „nie zawierający sensacji”, podobnie oceniła go część publicystów. Nazywano go również „polowaniem na czarownice”, „bredniami”, „bzdurami”.
Platforma Obywatelska oceniła raport jako „przygotowany nierzetelnie i w sposób bałaganiarski”, a także zagrażający bezpieczeństwu państwa ze względu na ujawnienie dużej liczby szczegółów na temat działania polskich służb specjalnych. 11 kwietnia 2007 Platforma Obywatelska opublikowała „Opinię zespołu ekspertów do publikacji raportu o działaniach żołnierzy i pracowników WSI” pod redakcją Marka Biernackiego. Autorzy przyznali, że w opracowaniu opinii brali udział byli funkcjonariusze WSI. Antoni Macierewicz skomentował „antyraport” jako „prezent ślubny PO dla SLD”.
Komentarze ze strony publicystów zagranicznych były podzielone. Media rosyjskie ironizowały na temat ujawnienia szczegółów agentury. Część mediów i analityków zachodnich (Richard Pipes, Stratfor) uznały raport za niezwykle ważny krok ze względu na oczyszczenie polskich struktur wojskowych z rosyjskiej agentury i zwiększenia ich wiarygodności względem NATO oraz „wynik działania procedur demokratycznych”. W podobnym tonie wypowiadała się część komentatorów krajowych (Marek Chodakiewicz). Raport został przetłumaczony przez zespół Macierewicza na język rosyjski i angielski.
Część komentatorów zauważyła, że struktura WSI była i tak całkowicie przejrzysta dla służb rosyjskich dzięki zależności w latach 80. i finalnemu raportowi gen. Buły w 1989 roku, więc ujawnienie agentury nie było sprzeczne z interesem polskim, a co najwyżej z rosyjskim.
Sprostowania w sprawie informacji zawartych w raporcie opublikowały m.in. firmy Siltec oraz Altair, wydawca magazynu „Raport – wojsko, technika, obronność”.
Wiele osób, których nazwiska pojawiły się w Aneksie 16, rozpoczęło postępowania sądowe (karne lub cywilne) przeciwko autorom raportu o nadużycie uprawnień, niedopełnienie obowiązku wyjaśnienia faktów przed publikacją i zniesławienie. Pierwszy z procesów wytoczony przez Edmunda Ochnię zakończył się umorzeniem. Do marca 2008 umorzeniami zakończyły się kolejne cztery. Proces wytoczony MON przez Jerzego Marka Nowakowskiego zakończył się w marcu 2008 przyznaniem racji powodowi. W kwietniu 2008 Sąd Okręgowy w Warszawie uznał, że ze względów proceduralnych (informacje zawarte w dokumencie urzędowym nie mogą być podważone w zastosowanym trybie postępowania) Wyrokiem Sądu Apelacyjnego w Warszawie Macierewicz musiał przeprosić szefa koncernu ITI Mariusza Waltera za słowa o jego związkach z WSI, oraz został za to samo, skazany przez Sąd Rejonowy dla Warszawy-Śródmieścia na karę 10 000 zł grzywny.
Po wyborach w październiku 2007 Antoni Macierewicz zrezygnował z kierowania komisją ze względu na uzyskanie mandatu poselskiego. Przewodniczącym komisji został były premier Jan Olszewski. W marcu 2008 Olszewski złożył publiczne oświadczenie, w którym wyjaśnił, że wykonanie zleconych komisji zadań w przewidzianym terminie do 30 czerwca może być niewykonalne wobec utrudnień ze strony urzędującego szefa SKW.